# Sovico
Sovico (lombardul: Suvich vagy Süich) település Olaszországban, Lombardia régióban, Monza e Brianza megyében. Lakosainak száma 8316 fő (2023. január 1.). Sovico Albiate, Macherio, Triuggio és Lissone községekkel határos.

## Népesség
A település lakossága az elmúlt években az alábbi módon változott:
| Lakosok száma | 8311 | 8347 | 8381 | 8316 |
|               | 2013 | 2017 | 2018 | 2023 |